# 華琪芳
華琪芳（?—?），字方侯，號末齎，南直隸无锡人。明末官員。
天启五年（1625年）乙丑進士一甲第二名，授翰林院编修，升修撰，历官少詹事。曾協助魏忠贤纂修《三朝要典》。崇祯即位，魏忠贤自殺死，华琪芳因此被罢官，常感嘆說：“吾不纂修三朝要典，今相矣”。明亡後不仕，以吟詩自娛。著有《宜博集》等。